# Ernst Stahl-Nachbaur

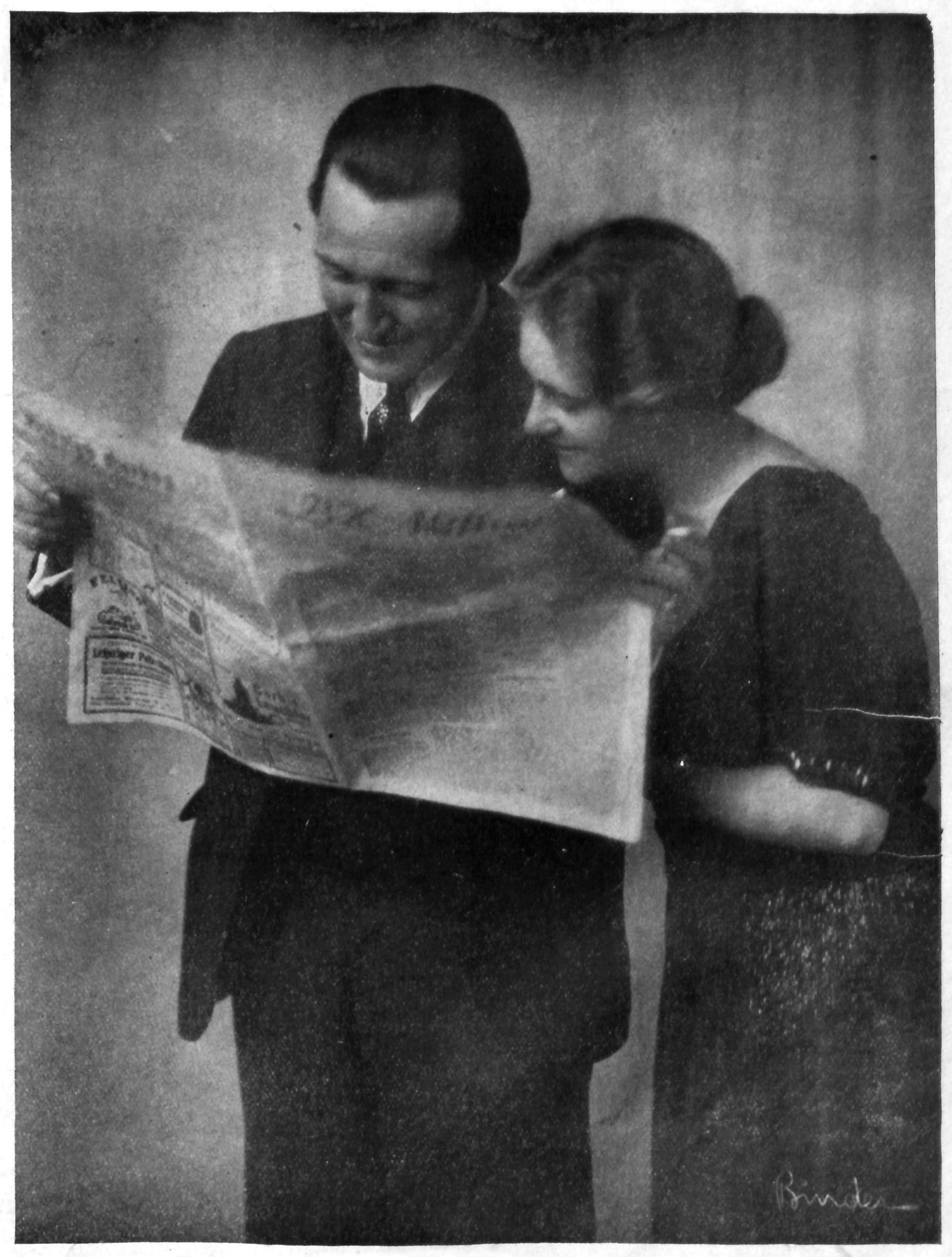
Das junge Schauspieler-Ehepaar Stahl-Nachbaur liest seine Vermählungsanzeige in der Zeitung

Ernst Stahl-Nachbaur (geboren als Ernst Julius Emil Guggenheimer am 6. März 1886 in München; † 13. Mai 1960 in Berlin) war ein deutscher Schauspieler und Regisseur.

## Leben
Stahl-Nachbaur wurde als Sohn des Staatsanwaltes Dr. Guggenheimer geboren. Er sollte die militärische Laufbahn einschlagen und wurde Offizier des bayerischen Infanterie-Leibregiments. Gegen den erklärten Willen des Vaters, der zehn Jahre nicht mehr mit ihm sprach, entschied er sich dennoch für das Theater. 1904/05 nahm er Schauspielunterricht bei Adolf Winds in Dresden und spielte dann an Bühnen in Hanau, am Stralsunder Theater, in Neustrelitz, Lübeck und Straßburg. 1913/14 arbeitete er bei den Münchner Kammerspielen. Nach seinem Fronteinsatz war er von 1916 bis 1918 an der Neuen Wiener Bühne und ab 1918 in Berlin. Dort wurde er unter Max Reinhardt, Victor Barnowsky und anderen zu einem gefeierten Bühnenstar. Zu seinem Repertoire gehörten besonders Werke von Gerhart Hauptmann, Carl Zuckmayer und Georg Kaiser. Er spielte in annähernd 100 Premieren und betätigte sich mehrfach auch selbst als Theaterregisseur.
Die Filmkarriere von Ernst Stahl-Nachbaur begann 1917 an der Seite von Friedrich Zelnik in Das Geschlecht der Schelme. Nach erfolgreichen Stummfilmrollen gelang ihm nahtlos der Übergang zum Tonfilm, wo er unter anderem 1930 in dem Streifen Der Schuss im Tonfilmatelier in der Rolle als Kriminalrat zu sehen war. Er wirkte in über vier Jahrzehnten in über 100 Filmen mit. In einem Stummfilm führte er Regie. Ernst Stahl-Nachbaur war ab 1925 auch für den Rundfunk tätig. In der Zeit des Nationalsozialismus galt Stahl-Nachbaur nach NS-Kriterien als „Halbjude“. Der Schauspieler Heinrich George ließ ihn aber trotzdem am Berliner Schiller-Theater arbeiten; dennoch belastete Stahl-Nachbaur George nach dem Krieg bei der sowjetischen Besatzungsmacht, weil dieser sich zu „Lobhudeleien und ‚Sieg Heil‘-Wünschen“ hatte hinreißen lassen und während des Krieges generell einen „schlimmen Eindruck“ gemacht hätte.
Nach dem Krieg spielte Stahl-Nachbaur in verschiedenen Fernsehspielen des NWDR mit und wurde auch als Synchronsprecher eingesetzt.
Er war mit der Schauspielerin Carola Toelle verheiratet und starb im Alter von 74 Jahren und 68 Tagen. Seine Grabstätte befindet sich auf dem Friedhof Dahlem.

## Ehrungen
- 1956: Verdienstkreuz 1. Klasse der Bundesrepublik Deutschland

## Filmografie (Auswahl)
- 1917: Das Geschlecht der Schelme, 1. Teil
- 1918: Konrad Hartls Lebensschicksal
- 1919: König Nicolo
- 1919: Pogrom
- 1919: Aus eines Mannes Mädchenjahren
- 1920: Satanas
- 1920: Die Welt ohne Hunger
- 1920: Der siebente Tag (Regie)
- 1921: Der Stier von Olivera
- 1921: Die Amazone
- 1922: Christoph Columbus
- 1923: Alles für Geld
- 1928: Vom Täter fehlt jede Spur
- 1928: Skandal in Baden-Baden
- 1929: Nachtgestalten
- 1929: Die Ehe
- 1929: Die seltsame Vergangenheit der Thea Carter
- 1929: Der Bund der Drei
- 1930: Gefahren der Brautzeit
- 1930: Es gibt eine Frau, die Dich niemals vergißt
- 1930: Der Schuß im Tonfilmatelier
- 1930: Boykott (Primanerehre)
- 1930: Ein Burschenlied aus Heidelberg
- 1931: Danton
- 1931: M
- 1931: Die Männer um Lucie
- 1931: Der Kongreß tanzt
- 1931: Der Draufgänger
- 1932: Der träumende Mund
- 1932: Die elf Schill’schen Offiziere
- 1932: Wäsche – Waschen – Wohlergehen
- 1934: Glückspilze
- 1937: Streit um den Knaben Jo
- 1938: Das Ehesanatorium
- 1940: Das Herz der Königin
- 1941: Immer nur Du
- 1942: Der Fall Rainer
- 1942: Der große Schatten
- 1944: Opfergang
- 1946: Die Mörder sind unter uns
- 1950: Vom Teufel gejagt
- 1951: Die Tat des Anderen
- 1952: Mein Herz darfst Du nicht fragen
- 1953: Ave Maria
- 1954: Canaris
- 1954: Rittmeister Wronski
- 1954: Das Bekenntnis der Ina Kahr
- 1954: Der Engel mit dem Flammenschwert
- 1955: Der 20. Juli
- 1956: Stresemann
- 1956: Spion für Deutschland
- 1958: Der Schinderhannes
- 1958: Nackt wie Gott sie schuf
- 1958: Mylord weiß sich zu helfen (TV)
- 1959: Alt Heidelberg

## Hörspiele
- 1945: Gotthold Ephraim Lessing: Nathan der Weise – Bearbeitung und Regie: Hannes Küpper (Berliner Rundfunk)